# Finland op de Olympische Zomerspelen 1948
Finland nam deel aan de Olympische Zomerspelen 1948 in Londen, Engeland. Er werd een gouden medaille meer gewonnen dan bij de vorige Spelen in 1936.

## Medailleoverzicht
| Sport       | Olympiër | Onderdeel                        | Medaille |
| ----------- | --- | -------------------------------- | -------- |
| Atletiek    | Tapio Rautavaara | speerwerpen (m)                  | Goud     |
| Turnen      | Paavo Aaltonen | paard voltige (m)                | Goud     |
| Turnen      | Paavo Aaltonen Veikko Huhtanen Kalevi Laitinen Olavi Rove Aleksanteri Saarvala Sulo Salmi Heikki Savolainen Einari Teräsvirta | meerkamp team (m)                | Goud     |
| Turnen      | Paavo Aaltonen | sprong (m)                       | Goud     |
| Turnen      | Veikko Huhtanen | individuele meerkamp (m)         | Goud     |
| Turnen      | Veikko Huhtanen | paard voltige (m)                | Goud     |
| Turnen      | Heikki Savolainen | paard voltige (m)                | Goud     |
| Worstelen   | Lennart Viitala | -52kg vrije stijl (m)            | Goud     |
| Atletiek    | Tapio Rautavaara | polsstokhoogspringen (m)         | Zilver   |
| Atletiek    | Kaisa Parviainen | speerwerpen (m)                  | Zilver   |
| Kanovaren   | Kurt Wires | K-1 10000m (m)                   | Zilver   |
| Schietsport | Pauli Aapeli Janhonen | 300m vrij geweer 3 houdingen (m) | Zilver   |
| Turnen      | Veikko Huhtanen | brug (m)                         | Zilver   |
| Turnen      | Olavi Rove | sprong (m)                       | Zilver   |
| Worstelen   | Kelpo Gröndahl | -87kg Grieks-Romeins (m)         | Zilver   |
| Kanovaren   | Thor Axelsson Nils Björklöf                                                                                                   | K-2 1000m (m)                    | Brons    |
| Kanovaren   | Thor Axelsson Nils Björklöf                                                                                                   | K-2 10000m (m)                   | Brons    |
| Turnen      | Paavo Aaltonen | individuele meerkamp (m)         | Brons    |
| Turnen      | Veikko Huhtanen | rekstok (m)                      | Brons    |
| Worstelen   | Reino Kangasmäki | -52kg Grieks-Romeins (m)         | Brons    |

## Deelnemers en resultaten

### Atletiek
| Olympiër                                                  | Onderdeel                | Resultaat | Prestatie                                                |
| --------------------------------------------------------- | ------------------------ | --------- | -------------------------------------------------------- |
| Runar Holmberg                                            | 400m (m)                 | 34e       | serie 7: 5de in 50,6                                     |
| Tauno Suvanto                                             | 400m (m)                 | 43e       | serie 9: 4de in 51,5                                     |
| Olavi Talja                                               | 400m (m)                 | 33e       | serie 8: 4de in 50,4                                     |
| Denis Johansson                                           | 1500m (m)                | 11e       | serie 2: 3de in 3.54,0 finale: 11de                      |
| Olavi Luoto                                               | 1500m (m)                | 20e       | serie 1: 5de in 3.58,0                                   |
| Väinö Koskela                                             | 5000m (m)                | 7e        | serie 1: 2de in 14.58,3 finale: 7de in 14.41,0           |
| Väinö Mäkelä                                              | 5000m (m)                | 8e        | serie 2: 3de in 14.45,8 finale: 8ste in 14.43,0          |
| Helge Perälä                                              | 5000m (m)                | 11e       | serie 3: 4de in 15.07,8 finale: 11de                     |
| Viljo Heino                                               | 10000m (m)               | DNF       | niet gefinisht                                           |
| Evert Heinström                                           | 10000m (m)               | DNF       | niet gefinisht                                           |
| Salomon Könönen                                           | 10000m (m)               | 9e        |                                                          |
| Bebbe Storsrkubb                                          | 400m horden (m)          | 10e       | serie 3: 2de in 54,6 halve finale 2: 5de in 53,5         |
| Aarne Kainlauri                                           | 3000m steeplechase (m)   | 10e       | serie 3: 2de in 9.52,8 finale: 10de in 9.29,0            |
| Pentti Siltaloppi                                         | 3000m steeplechase (m)   | 5e        | serie 1: 3de in 9.22,4 finale: 5de in 9.19,6             |
| Paavo Toivari                                             | 3000m steeplechase (m)   | series    | serie 2: 8ste                                            |
| Runar Holmberg Bebbe Storskrubb Tauno Suvanto Olavi Talja | 4x400m (m)               | 4e        | serie 3: 1ste in 3.20,6 finale: 4de in 3.24,8            |
| Viljo Heino                                               | marathon (m)             | 11e       | 2:41.32,0                                                |
| Mikko Hietanen                                            | marathon (m)             | DNF       | niet gefinisht                                           |
| Jussi Kurikkala                                           | marathon (m)             | 13e       | 2:42.48,0                                                |
| Valle Rautio                                              | hink-stap-springen (m)   | 6e        | kwalificatie: 2de met 14,86m finale: 6de met 14,70m      |
| Kuuno Honkonen                                            | hoogspringen (m)         | 17e       | kwalificatie: 1ste met 1,87m finale: 17de met 1,80m      |
| Nils Nicklén                                              | hoogspringen (m)         | DNF       | kwalificatie: 1ste met 1,87m finale: geen geldige poging |
| Erkki Kataja                                              | polsstokhoogspringen (m) | Zilver    | kwalificatie: 1ste met 4,00m finale: 2de met 4,20m       |
| Valto Olenius                                             | polsstokhoogspringen (m) | 7e        | kwalificatie: 1ste met 4,00m finale: 7de met 3,95m       |
| Jaakko Jouppila                                           | kogelstoten (m)          | 7e        | kwalificatie: 6de met 14,72m finale: 7de met 14,59m      |
| Yrjö Lehtilä                                              | kogelstoten (m)          | 6e        | kwalificatie: 4de met 14,85m finale: 6de met 15,05m      |
| Veikko Nyqvist                                            | discuswerpen (m)         | 6e        | kwalificatie: 4de met 47,75m finale: 6de met 47,33m      |
| Arvo Huutoniemi                                           | discuswerpen (m)         | 9e        | kwalificatie: 12de met 44,77m finale: 9de met 45,28m     |
| Soini Nikkinen                                            | speerwerpen (m)          | 12e       | kwalificatie: 11de met 61,21m finale: 12de met 58,05m    |
| Tapio Rautavaara                                          | speerwerpen (m)          | Goud      | kwalificatie: 3de met 64,68m finale: 1ste met 69,77m     |
| Pauli Vesterinen                                          | speerwerpen (m)          | 4e        | kwalificatie: 9de met 61,67m finale: 4de met 65,89m      |
| Reino Kuivamäki                                           | kogelslingeren (m)       | 14e       | kwalificatie: 14de met 48,99m                            |
| Lauri Tamminen                                            | kogelslingeren (m)       | 5e        | kwalificatie: 10de met 49,82m finale: 5de met 53,08m     |
| Yrjö Mäkelä                                               | tienkamp (m)             | 13e       | 6421 punten                                              |
| Hannes Sonck                                              | tienkamp (m)             | 17e       | 6142 punten                                              |
|                                                           |                          |           |                                                          |
| Mirja Jämes                                               | 80m horden (v)           | series    | serie 1: 4de                                             |
| Kyllikki Naukkarinen                                      | 80m horden (v)           | series    | serie 4: 4de                                             |
| Kaisa Parviainen                                          | verspringen (v)          | series    | kwalificatie: 13de met 5,27m                             |

### Boksen
| Olympiër        | Onderdeel | Resultaat | Prestatie |
| --------------- | --------- | --------- | --- |
| Olli Lehtinen   | -51kg (m) | 17e       | 1ste ronde: V van ITA Bandinelli: punten                                                                          |
| Olavi Ouvinen   | -54kg (m) | 9e        | 1ste ronde: W van DEN Thastum: punten 2de ronde: V van IRL Lenihan: punten                                        |
| Matti Tammelin  | -58kg (m) | 17e       | 1ste ronde: V van AUS Birks: punten                                                                               |
| Tauno Rinkinen  | -62kg (m) | 17e       | 1ste ronde: V van IRL McCullagh: punten                                                                           |
| Valle Resko     | -73kg (m) | 17e       | 1ste ronde: V van HUN Papp: knock-out                                                                             |
| Harry Siljander | -80kg (m) | 5e        | 1ste ronde: W van AUT Michtits: punten 2de ronde: W van BEL L'Hoste: punten kwartfinale: V van RSA Hunter: punten |

### Gewichtheffen
| Olympiër        | Onderdeel   | Resultaat | Prestatie                                                                               |
| --------------- | ----------- | --------- | --------------------------------------------------------------------------------------- |
| Pentti Kotvio   | -56kg (m)   | 18e       | drukken: 18de met 65kg trekken: 14de met 80kg stoten: 14de met 102,5kg totaal: 247,5kg  |
| Einar Sundström | -56kg (m)   | 14e       | drukken: 12de met 77,5kg trekken: 6de met 85kg stoten: 13de met 105kg totaal: 267,5kg   |
| Frank Teraskari | -67,5kg (m) | 15e       | drukken: 22ste met 82,5kg trekken: 4de met 105kg stoten: 14de met 120kg totaal: 307,5kg |
| Juhani Vellamo  | -82,5kg (m) | 7e        | drukken: 11de met 100kg trekken: 4de met 115kg stoten: 7de met 140kg totaal: 355kg      |

### Kanovaren
| Olympiër                    | Onderdeel       | Resultaat | Prestatie                                     |
| --------------------------- | --------------- | --------- | --------------------------------------------- |
| Harry Åkerfelt              | K-1 1000m (m)   | 6e        | serie 1: 2de in 4.52,0 finale: 6de in 4.44,2  |
| Kurt Wires                  | K-1 10.000m (m) | Zilver    | 51.18,2                                       |
| Thor Axelsson Nils Björklöf | K-2 1000m (m)   | Brons     | serie 1: 1ste in 4.16,7 finale: 3de in 4.08,7 |
| Thor Axelsson Nils Björklöf | K-2 10.000m (m) | Brons     | 44.46,2                                       |

### Moderne vijfkamp
| Olympiër      | Onderdeel | Resultaat | Prestatie |
| ------------- | --------- | --------- | --------- |
| Olavi Larkas  | mannen    | 5e        |           |
| Viktor Platan | mannen    | 10e       |           |
| Lauri Vilkko  | mannen    | 4e        |           |

### Paardensport
| Olympiër                                 | Onderdeel   | Resultaat | Prestatie       |
| Eventing                                 | Eventing    | Eventing  | Eventing        |
| ---------------------------------------- | ----------- | --------- | --------------- |
| Adolf Ehrnrooth                          | individueel | 20e       | 110 strafpunten |
| Arvo Haanpää                             | individueel | DNF       | niet gefinisht  |
| Mauno Roiha                              | individueel | 28e       | 202 strafpunten |
| Adolf Ehrnrooth Arvo Haanpää Mauno Roiha | team        | 10e       | 428 strafpunten |
| Springconcours                           |             |           |                 |
| Tauno Rissanen                           | individueel | 23e       | 56 strafpunten  |
| Veikko Vartiainen                        | individueel | DNF       | niet gefinisht  |

### Roeien
| Olympiër                                                         | Onderdeel    | Resultaat | Prestatie                                                                                        |
| ---------------------------------------------------------------- | ------------ | --------- | ------------------------------------------------------------------------------------------------ |
| Veikko Lommi Helge Forsberg Oiva Lommi Osrik Forsberg Veli Autio | vier-met (m) | 10e       | serie 8: 2de in 7.00,06 herkansingen: 1ste in 7.01,6 kwartfinale: V van Verenigde Staten: 7.36,5 |

### Schermen
| Olympiër                                                              | Onderdeel       | Resultaat | Prestatie |
| --------------------------------------------------------------------- | --------------- | --------- | --------- |
| Erkki Kerttula                                                        | degen (m)       | 49e       |           |
| Nils Sjöblom                                                          | degen (m)       | 31e       |           |
| Ilmari Vartia                                                         | degen (m)       | 58e       |           |
| Nils Sjöblom Olavi Larkas Erkki Kerttula Ilmari Vartia Kauko Jalkanen | degen team (m)  | 17e       |           |
| Kauko Jalkanen                                                        | floret(m)       | 38e       |           |
| Heikki Raitio                                                         | floret(m)       | 43e       |           |
| Kauko Jalkanen Nils Sjöblom Erkki Kerttula Heikki Raitio              | floret team (m) | 10e       |           |
| Erkki Kerttula                                                        | sabel (m)       | 51e       |           |
| Kauko Jalkanen                                                        | sabel (m)       | 58e       |           |
| Nils Sjöblom                                                          | sabel (m)       | 52e       |           |

### Schietsport
| Olympiër          | Onderdeel               | Resultaat | Prestatie   |
| ----------------- | ----------------------- | --------- | ----------- |
| Onni Hynninen     | 50m geweer liggend (m)  | 16e       | 593 punten  |
| Veijo Kaakinen    | 50m geweer liggend (m)  | 14e       | 594 punten  |
| Albert Ravila     | 50m geweer liggend (m)  | 17e       | 596 punten  |
| Olavi Elo         | 300m geweer (m)         | 6e        | 1095 punten |
| Pauli Janhonen    | 300m geweer (m)         | Zilver    | 1114 punten |
| Kullervo Leskinen | 300m geweer (m)         | 5e        | 1103 punten |
| Klaus Lahti       | 50m pistool (m)         | 19e       | 522 punten  |
| Eino Saarnikko    | 50m pistool (m)         | 10e       | 527 punten  |
| Väinö Skarp       | 50m pistool (m)         | 20e       | 520 punten  |
| Väinö Heusala     | 25m snelvuurpistool (m) | 6e        | 563 punten  |
| Leo Ravilo        | 25m snelvuurpistool (m) | 5e        | 563 punten  |
| Jaakko Rintanen   | 25m snelvuurpistool (m) | 29e       | 543 punten  |

### Schoonspringen
| Olympiër           | Onderdeel     | Resultaat | Prestatie    |
| ------------------ | ------------- | --------- | ------------ |
| Ilmari Niemeläinen | 10m toren (m) | 19e       | 87,82 punten |

### Turnen
| Olympiër | Onderdeel                | Resultaat | Prestatie      |
| --- | ------------------------ | --------- | -------------- |
| Paavo Aaltonen | paard voltige (m)        | Goud      | 38,70 punten   |
| Veikko Huhtanen | paard voltige (m)        | Goud      | 38,70 punten   |
| Heikki Savolainen | paard voltige (m)        | Goud      | 38,70 punten   |
| Veikko Huhtanen | brug (m)                 | Zilver    | 39,30 punten   |
| Veikko Huhtanen | rekstok (m)              | Brons     | 39,20 punten   |
| Paavo Aaltonen | sprong (m)               | Goud      | 39,10 punten   |
| Olavi Rove | sprong (m)               | Zilver    | 39,00 punten   |
| Paavo Aaltonen | meerkamp individueel (m) | Brons     | 228,80 punten  |
| Veikko Huhtanen | meerkamp individueel (m) | Goud      | 229,70 punten  |
| Kalevi Laitinen | meerkamp individueel (m) | 8e        | 225,65 punten  |
| Olavi Rove | meerkamp individueel (m) | 10e       | 225,20 punten  |
| Aleksanteri Saarvala | meerkamp individueel (m) | 17e       | 222,10 punten  |
| Sulo Salmi | meerkamp individueel (m) | 31e       | 217,45 punten  |
| Heikki Savolainen | meerkamp individueel (m) | 14e       | 223,95 punten  |
| Einari Terasvirta | meerkamp individueel (m) | 12e       | 225,00 punten  |
| Paavo Aaltonen Veikko Huhtanen Kalevi Laitinen Olavi Rove Aleksanteri Saarvala Sulo Salmi Heikki Savolainen Einari Terasvirta | meerkamp team (m)        | Goud      | 1358,30 punten |

### Wielersport
| Olympiër                                      | Onderdeel             | Resultaat | Prestatie      |
| Baan                                          | Baan                  | Baan      | Baan           |
| --------------------------------------------- | --------------------- | --------- | -------------- |
| Onni Kasslin                                  | tijdrit (m)           | 10e       | 1.17,4         |
| Weg                                           |                       |           |                |
| Paul Backman                                  | wegwedstrijd (m)      | DNF       | niet gefinisht |
| Thorvald Högström                             | wegwedstrijd (m)      | DNF       | niet gefinisht |
| Erkki Koskinen                                | wegwedstrijd (m)      | DNF       | niet gefinisht |
| Paul Backman Thorvald Högström Erkki Koskinen | wegwedstrijd team (m) | DNF       | niet gefinisht |

### Worstelen
| Olympiër            | Onderdeel   | Resultaat   | Prestatie |
| Vrije stijl         | Vrije stijl | Vrije stijl | Vrije stijl |
| ------------------- | ----------- | ----------- | --- |
| Lennart Viitala     | -52kg (m)   | Goud        | 1ste ronde: W van TUR Balamir 2de ronde: W van BEL Lamot 3de ronde: W van USA Jernigan 4de ronde: vrij 5de ronde: W van SWE Johansson                                |
| Erkki Johansson     | -57kg (m)   | 9e          | 1ste ronde: V van HUN Bencze 2de ronde: W van IND Bhose 3de ronde: V van FRA Kouyos                                                                                  |
| Paavo Hietala       | -62kg (m)   | 4e          | 1ste ronde: V van SWE Sjölin 2de ronde: W van ITA Gavelli 3de ronde: W van CUB Lopez 4de ronde: vrij 5de ronde: V van TUR Bilge                                      |
| Sulo Leppänen       | -67kg (m)   | 6e          | 1ste ronde: V van ITA Nizzola 2de ronde: W van BEL Cools 3de ronde: W van CAN Plumb 4de ronde: V van TUR Atik                                                        |
| Aleksanteri Keisala | -73kg (m)   | 15e         | 1ste ronde: V van HUN Sovari 2de ronde: V van SUI Angst |
| Paavo Sepponen      | -79kg (m)   | 5e          | |
| Pekka Mellavuo      | -87kg (m)   | 13e         | |
| Grieks-Romeins      |             |             | |
| Reino Kangasmäki    | -52kg (m)   | Brons       | 1ste ronde: vrij 2de ronde: W van SWE Möller 3de ronde: W van FRA Faure 4de ronde: V van ITA Lombardi 5de ronde: V van HUN Szilagyi                                  |
| Taisto Lempinen     | -57kg (m)   | 4e          | 1ste ronde: V van HUN Bencze 2de ronde: W van FRA Arenzana 3de ronde: W van GRE Biris 4de ronde: V van SWE Pettersen                                                 |
| Erkki Talosela      | -62kg (m)   | 6e          | 1ste ronde: W van EGY Kandil 2de ronde: V van TUR Oktav 3de ronde: W van NED Dijk 4de ronde: V van SWE Anderberg                                                     |
| Eero Virtanen       | -67kg (m)   | 6e          | 1ste ronde: V van Tsjecho-Slowakije Tuhy 2de ronde: vrij 3de ronde: W van NED Munnikes 4de ronde: V van NOR Eriksen                                                  |
| Veikko Männikkö     | -73kg (m)   | 4e          | 1ste ronde: W van TUR Ozdemir 2de ronde: V van NOR Cook 3de ronde: W van ARG Longarella 4de ronde: V van HUN Szilvasi                                                |
| Juho Kinnunen       | -78kg (m)   | 6e          | 1ste ronde: W van HUN Németi 2de ronde: W van EGY Ahmad 3de ronde: V van SWE Grönberg 4de ronde: W van TUR Tayfur                                                    |
| Reino Kangasmäki    | -87kg (m)   | Zilver      | 1ste ronde: W van BEL Istaz 2de ronde: W van ITA Silvestri 3de ronde: W van AUT Enzinger 4de ronde: W van DEN Lauridsen 5de ronde: vrij 6de ronde: V van SWE Nilsson |
| Taisto Kangasniemi  | +87kg (m)   | 4e          | 1ste ronde: W van ARG Noya 2de ronde: V van ITA Fantoni 3de ronde: V van TUR Kirecci                                                                                 |

### Zeilen
| Olympiër                                                                                         | Onderdeel | Resultaat | Prestatie                             |
| ------------------------------------------------------------------------------------------------ | --------- | --------- | ------------------------------------- |
| Erik Palmgreen                                                                                   | firefly   | 15e       | 2396 punten: (11-DNF-2-DNF-15-6-DNF)  |
| Rene Israel Nyman Bror-Christian Ilmoni                                                          | star      | 12e       | 2058 punten: (13-11-DNF-13-12-9-11-5) |
| Rainer Aulis Packalen Niilo Armas Orama Aatos Martin Hirvisalo                                   | dragon    | 6e        | 3057 punten: (4-1-11-6-4-11-10)       |
| Ernst Westerlund Rote Fredrik Rafael Hellstroem Ragnar Jansson Adolf Konto Rolf Turkka Valo Urho | 6m        | 9e        | 1691 punten: (9-7-10-8-6-8-6)         |

### Zwemmen
| Olympiër        | Onderdeel           | Resultaat | Prestatie                                            |
| --------------- | ------------------- | --------- | ---------------------------------------------------- |
| Margit Leskinen | 200m schoolslag (v) | 10e       | serie 3: 3de in 3.11,4 halve finale 2: 6de in 3.10,0 |

Afghanistan · Argentinië · Australië · België · Bermuda · Birma · Brazilië · Brits-Guiana · Canada · Ceylon · Chili · Colombia · Cuba · Denemarken · Egypte · Filipijnen · Finland · Frankrijk · Griekenland · Groot-Brittannië · Hongarije · Ierland · IJsland · India · Irak · Iran · Italië · Jamaica · Joegoslavië · Libanon · Liechtenstein · Luxemburg · Malta · Mexico · Monaco · Nederland · Nieuw-Zeeland · Noorwegen · Oostenrijk · Pakistan · Panama · Peru · Polen · Portugal · Puerto Rico · Republiek China · Singapore · Spanje · Syrië · Trinidad en Tobago · Tsjecho-Slowakije · Turkije · Uruguay · Venezuela · Verenigde Staten · Zuid-Afrika · Zuid-Korea · Zweden · Zwitserland